# Tofslärkan 8

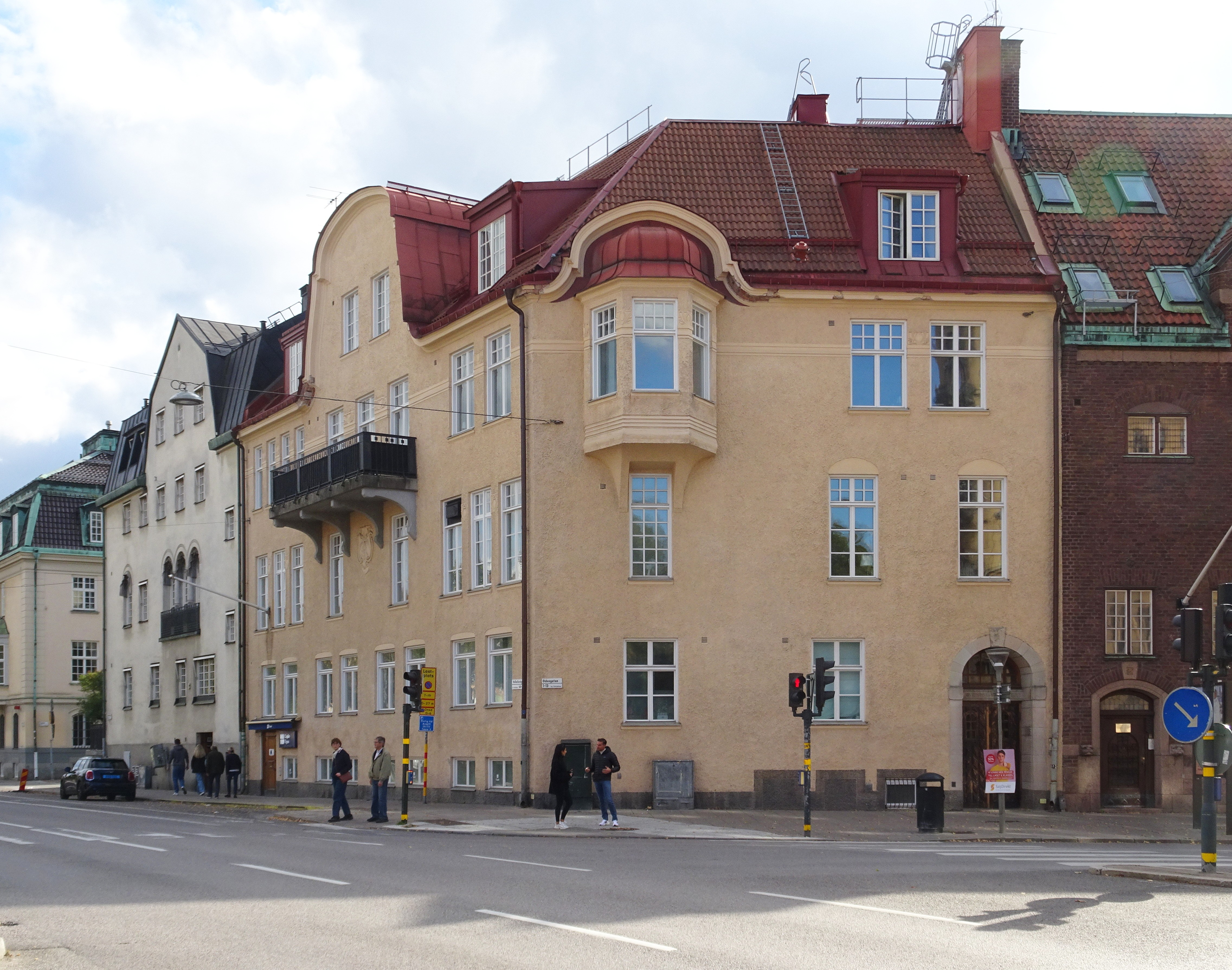
Tofslärkan 8 sedd från hörnet Odengatan / Valhallavägen, till vänster ansluter Tofslärkan 9 och till höger Tofslärkan 7, september 2022.

Tofslärkan 8 är en kulturhistoriskt värdefull fastighet i kvarteret Tofslärkan i Lärkstaden på Östermalm i Stockholm. Denna tidigare stadsvilla i hörnet Odengatan 1 / Valhallavägen 58 uppfördes 1909–1911 av byggföretaget Hesselman & Bergström efter ritningar av arkitekt Albin Brag. Beställare var läkaren Johan Arvedson som här öppnade Arvedsons gymnastikinstitut. Fastigheten är grönmärkt av Stadsmuseet i Stockholm, det innebär "särskilt värdefull från historisk, kulturhistorisk, miljömässig eller konstnärlig synpunkt".

## Bakgrund och planering

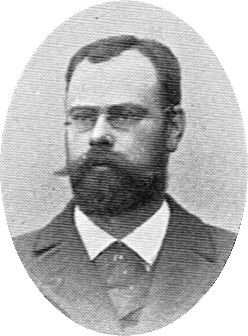
Byggherren Arvedson.

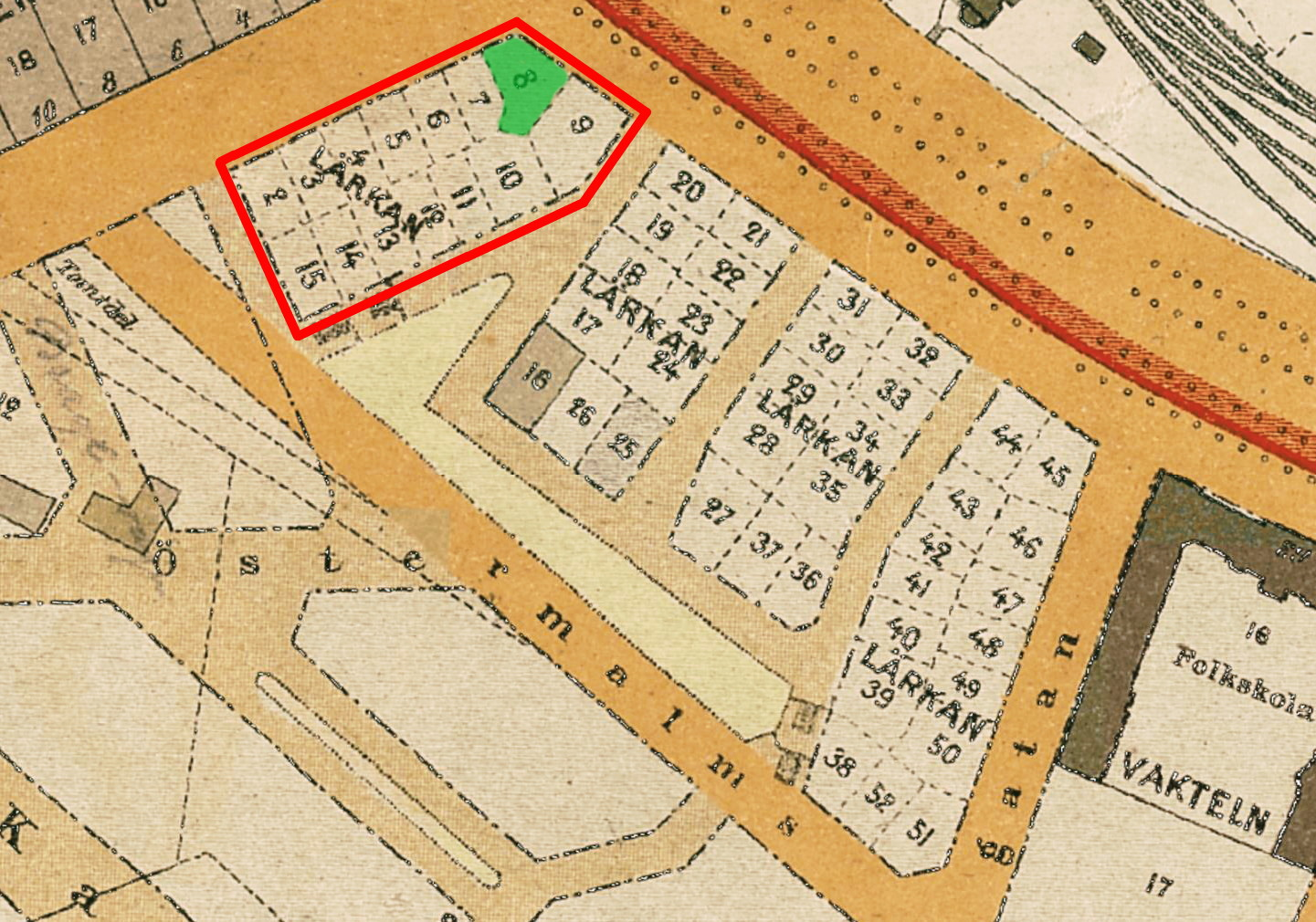
Lärkan 8 med grön markering (dagens Tofslärkan 8) år 1909.

Lärkan 8, sedermera namnändrad till Tofslärkan 8, var en av 51 fastigheter i dåvarande kvarteret Lärkan som, enligt en av Per Olof Hallman 1902 utarbetad stadsplan, skulle bebyggas med enfamiljsvillor. Stadsingenjörskontoret fick i uppdrag att stycka "överkomliga" tomter med storlekar mellan drygt 270 och 550 kvadratmeter vilka såldes av Stockholms stad med äganderätt.
Målgruppen var den välsituerade borgarklassen med yrken som grosshandlare, direktörer, företagare, läkare, högre tjänstemän, arkitekter och ingenjörer. En av intressenterna att bosätta sig här var läkaren Johan Arvedson som i november 1909 förvärvade hörntomten Odengatan / Valhallavägen.
Fastigheten omfattade en areal om 425 kvadratmeter ”å fri och egen grund” inklusive mark för en liten trädgård i söder. Arvedson hade för avsikt, att utöver sin privatbostad, även flytta sin verksamhet (Arvedsons gymnastikinstitut) hit, som var en utbildningsanstalt för kvinnor i friskvård och sjukgymnastik. Verksamheten krävde bland annat en stor gymnastiksal med tillhörande omklädnings- och duschrum samt föreläsnings- och sjukgymnastiksalar. Hela upplägget stred mot lärk-kvarterens stadsplanebestämmelser som föreskrev villor för ett enda hushåll, eventuellt med en bostad för en gårdskarl eller portvakt.
Bygglovsritningarna upprättades 1909 av arkitekt Albin Brag och godkändes året därpå av dåvarande stadsarkitekten i Stockholm, Kasper Salin. För byggarbetena stod Hesselman & Bergström som drevs av byggmästarna Georg Hesselman och Karl Bergström. Husets betongstomme konstruerades av Axel Björkman och utfördes av hans företag Cement- och betongbyggnadsbolaget Arcus.

## Byggnadsbeskrivning

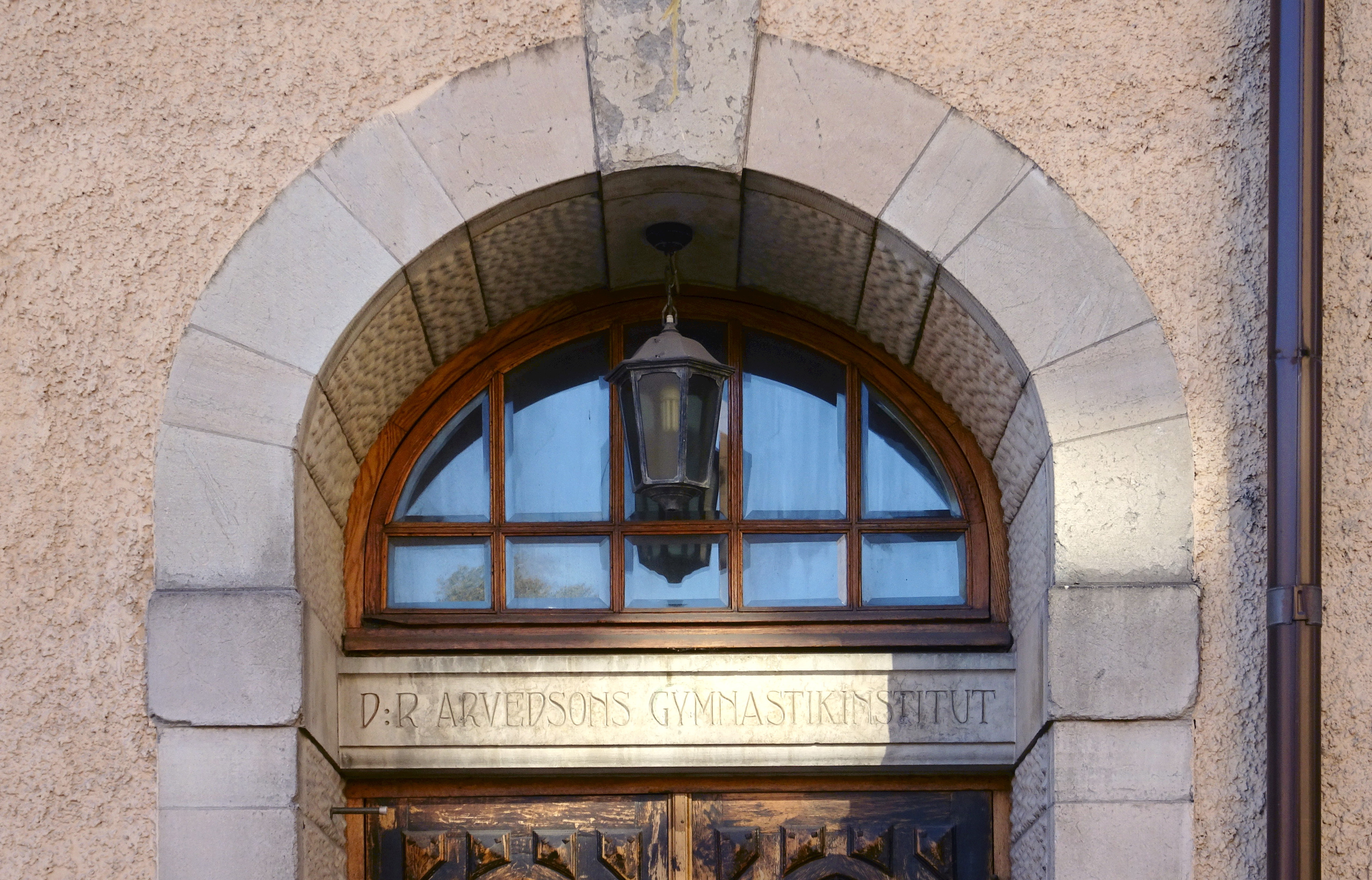
"D:r Arvedsons Gymnastikinstitut".

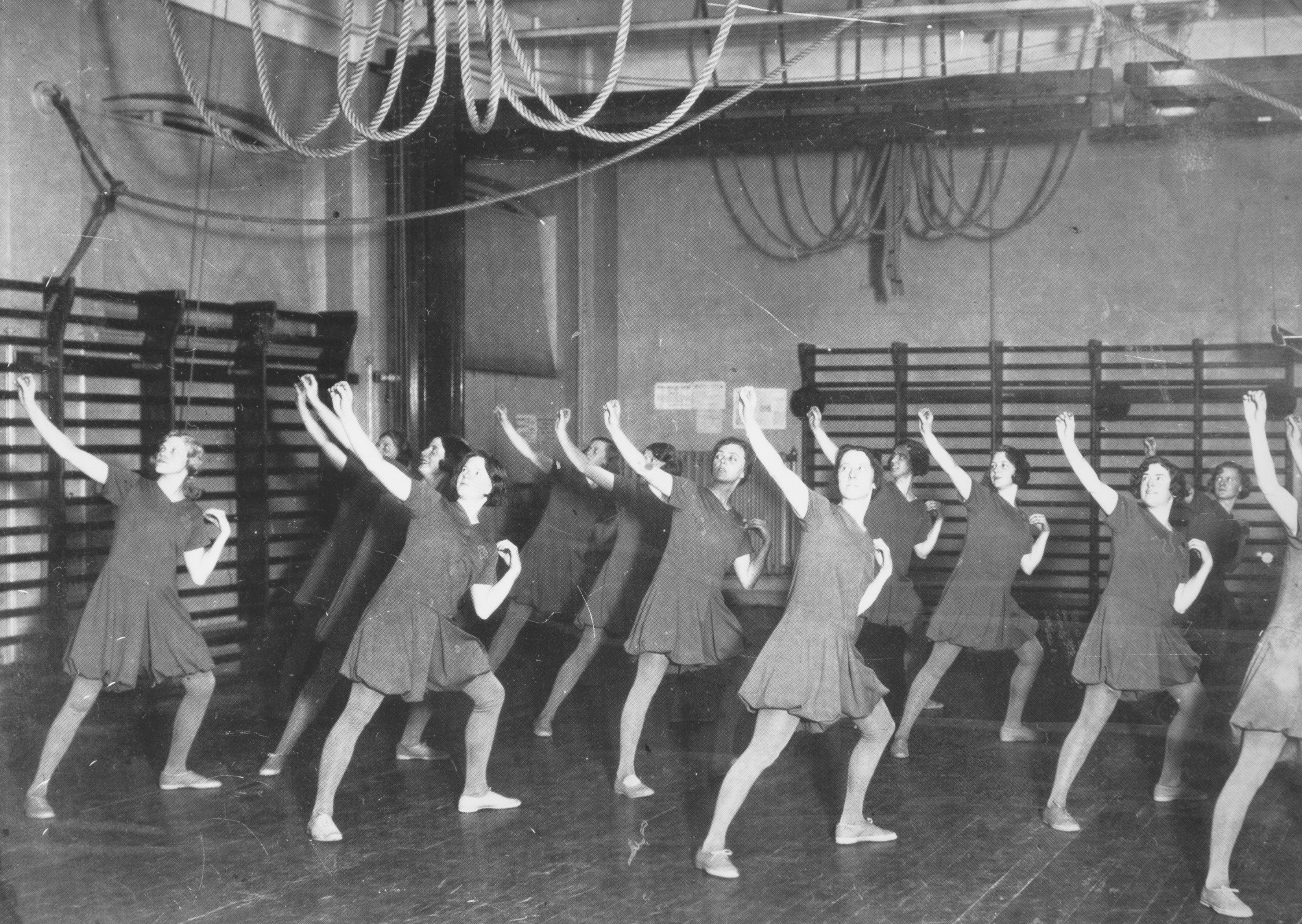
Gymnastik i gymnastiksalen, 1930-tal.

### Exteriör
Tofslärkan 8 uppfördes i tre våningar samt källarvåning och vindsvåning. I källarplanet lades den stora gymnastiksalen som fick dubbel våningshöjd. Fasaderna spritputsades i grågul kulör och smyckades av ett mindre burspråk i höjd med våning två trappor mot Odengatan. Burspråkets kupoltak höjer sig över takfoten och inramas på ett lekfullt sätt av densamma. Fasaden mot Valhallavägen domineras av en central placerad gavelfronton och en stor balkong med smidesräcke och vilande på fyra konsoler. Därunder märks en medaljong med husherrens initialer ”J A”. Huvudentrén är från Odengatan 1 och fortfarande (2022) i originalskick. Portalen är välvd och består av yxhultskalksten. Mellan överljusfönstret och porten påminner inskriptionen D:r Arvedsons Gymnastikinstitut om den ursprungliga verksamheten. Stilen är nationalromantiken med inslag av jugend.

### Interiör
Arvedsons gymnastikinstitut upptog hela källarvåningen samt bottenvåningen och våning en trappa. På våning två trappor fanns Arvedsons bostad med herrum, salong, matsal och kök mot Odengatan / Valhallavägen. Familjens sovrum och bad låg mot trädgården. På våning tre trappor (vindsvåningen) fanns ytterligare tre sovrum samt tre jungfrukammare, tvättstuga, torkvind och strykrum. Flera mindre trappor sörjde för den interna kommunikationen.
Rumsfördelningen enligt ursprungsritningarna från 1909 var följande:
- Källarvåning – gymnastiksal, duschrum, omklädningsrum, pannrum, matkällare, trappa till bottenvåningen och trädgården
- Bottenvåning – huvudentré, gymnastiksal (övre del), frukostrum, kapprum, portvaktslägenhet om ett rum och kök
- Våning 1 trappa – föreläsningssal, sjukgymnastiksal (mot Valhallavägen), omklädningsrum och assistentrum (mot Odengatan), kapprum, väntrum och mottagningsrum (mot gården), två trappor
- Våning 2 trappor – kök, serveringsrum, matsal (med balkong), salong (med burspråk), herrum, sängkammare, bad, två sovrum, huvudtrappa med balkong mot gården, entréhall med kapprum
- Våning 3 trappor (vindsvåning) – tre jungfrukammare, tre sovrum, tvättstuga, torkvind, strykrum, syrum

### Ursprungsritningar från 1909

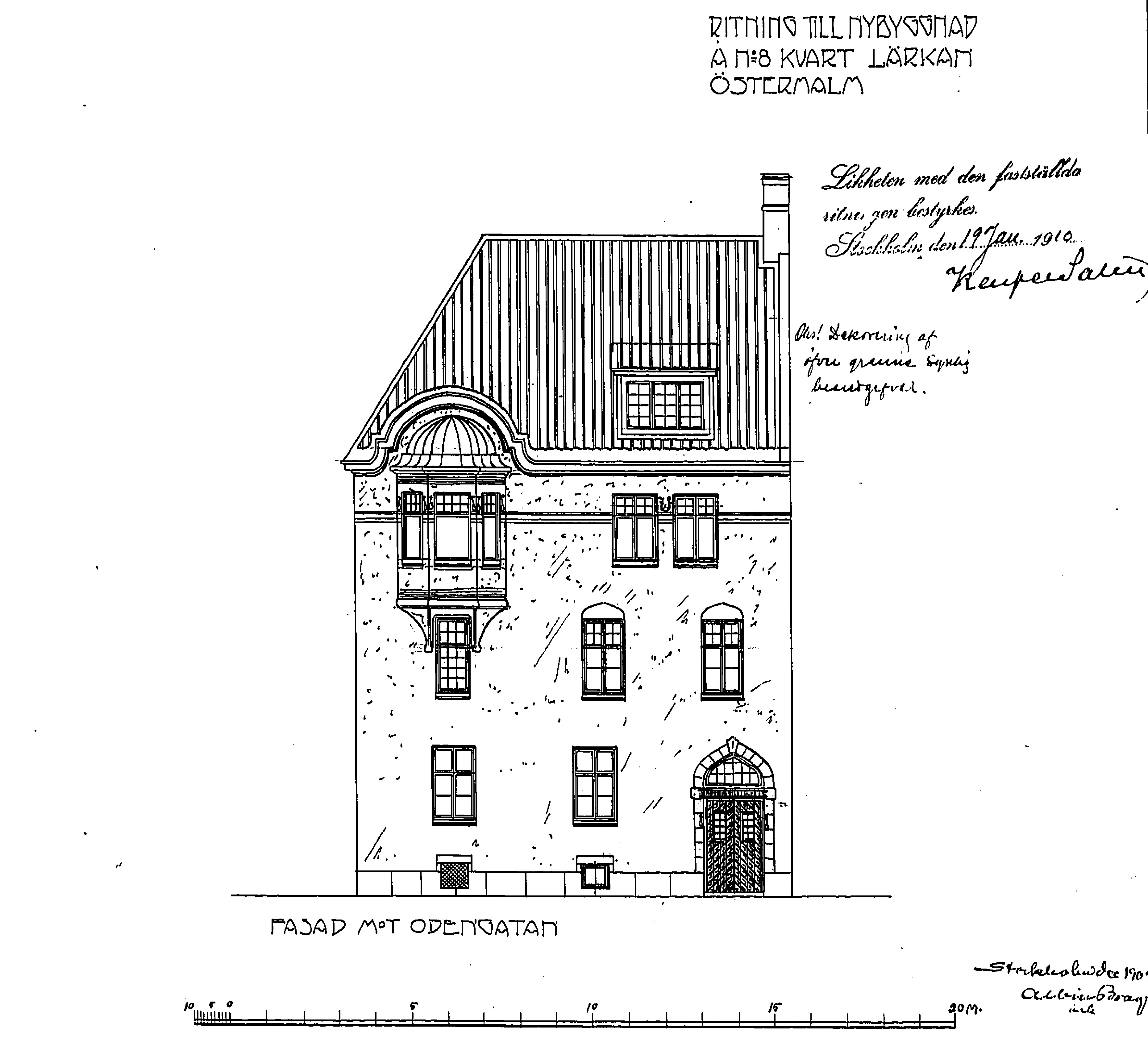
Fasad mot Odengatan.
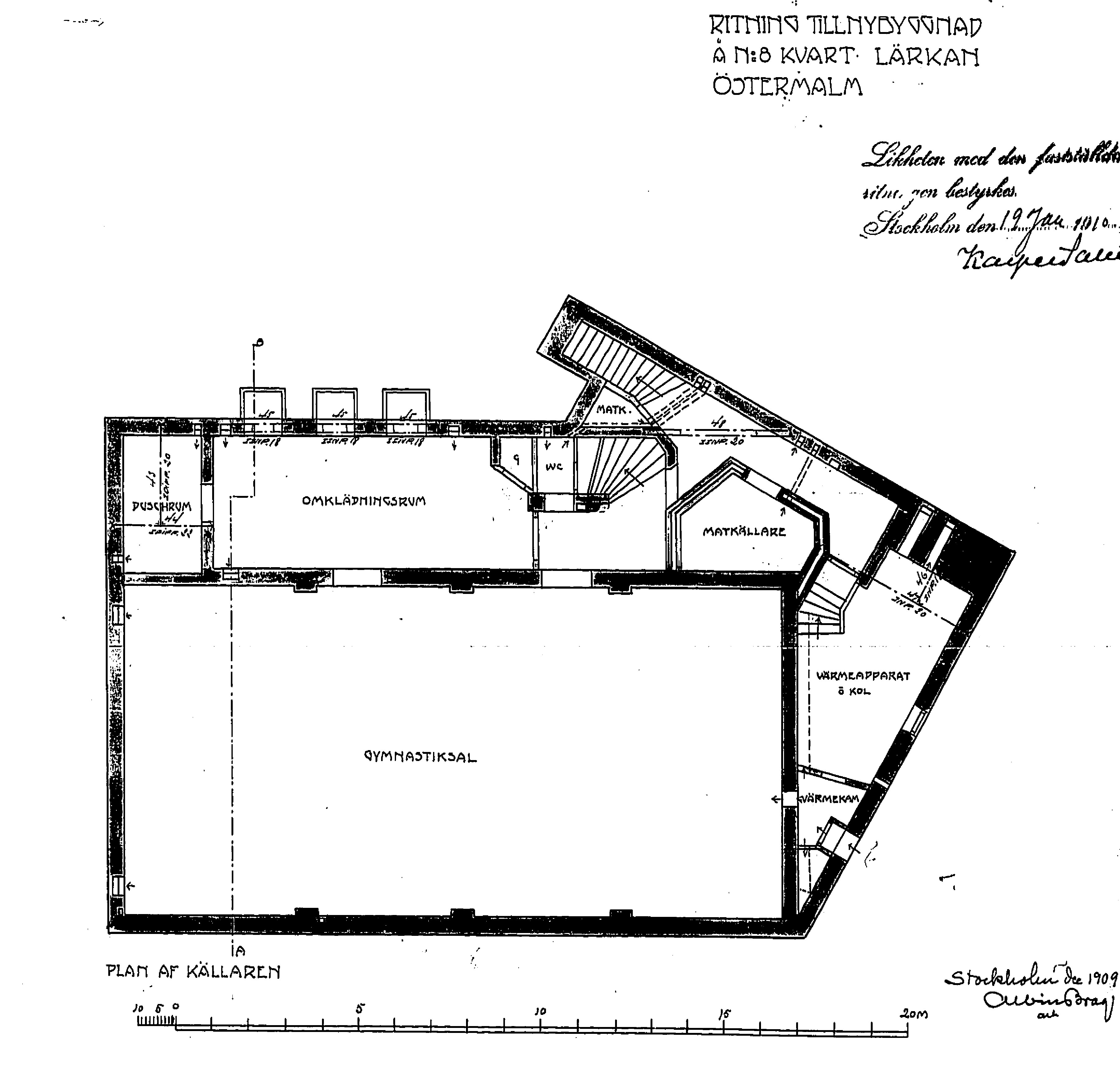
Källarvåning.
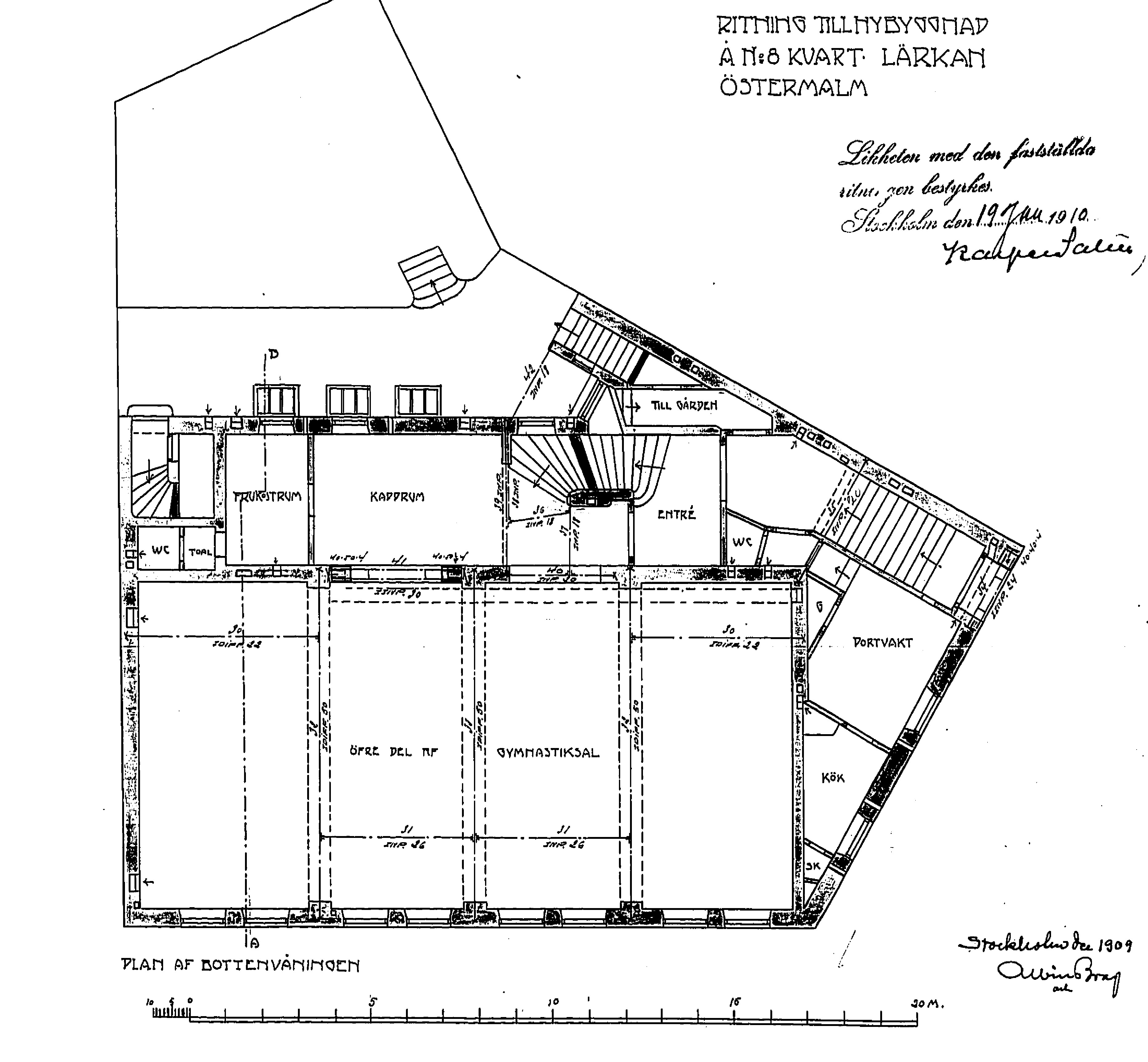
Bottenvåning.
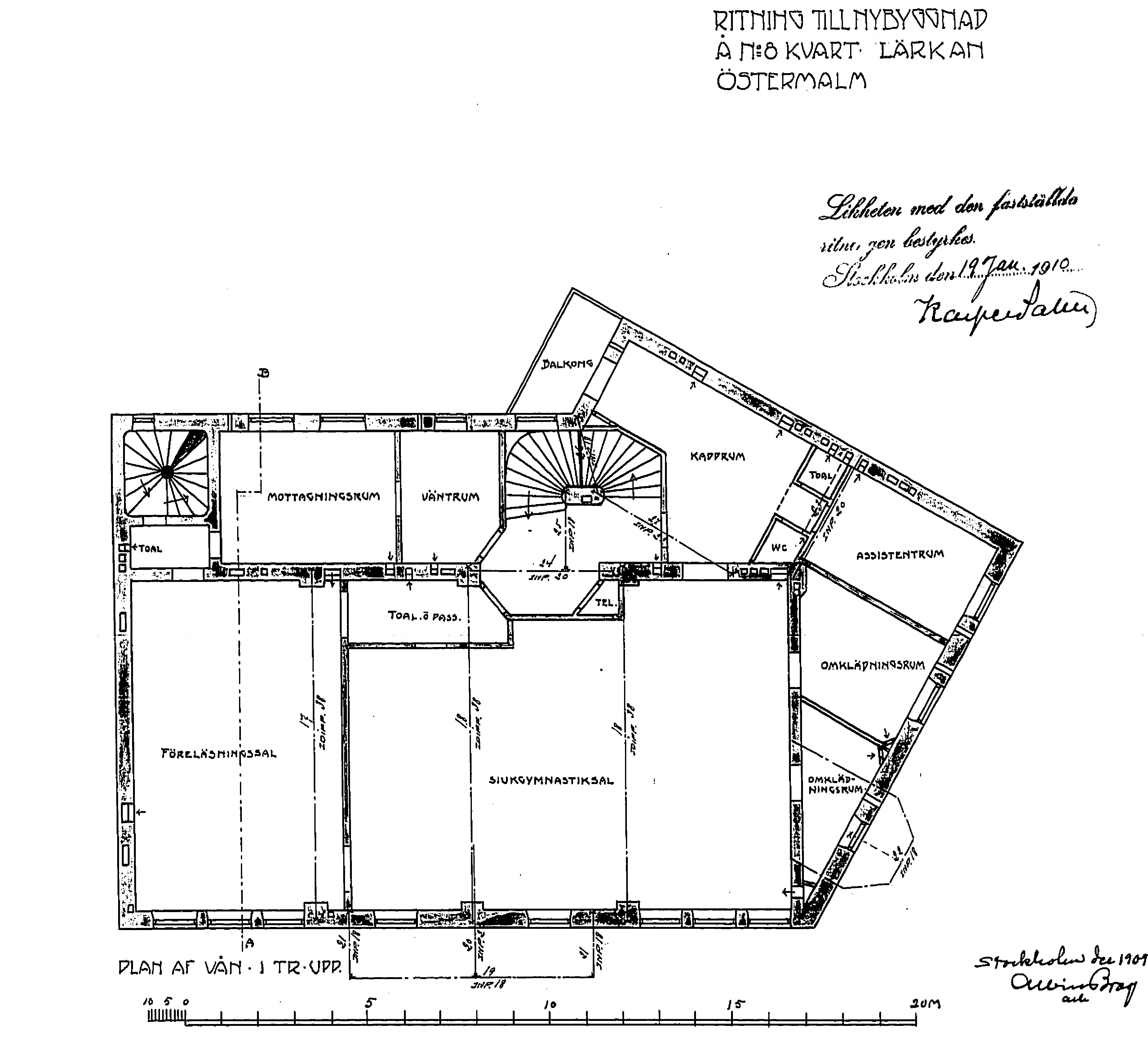
Våning 1 trappa.
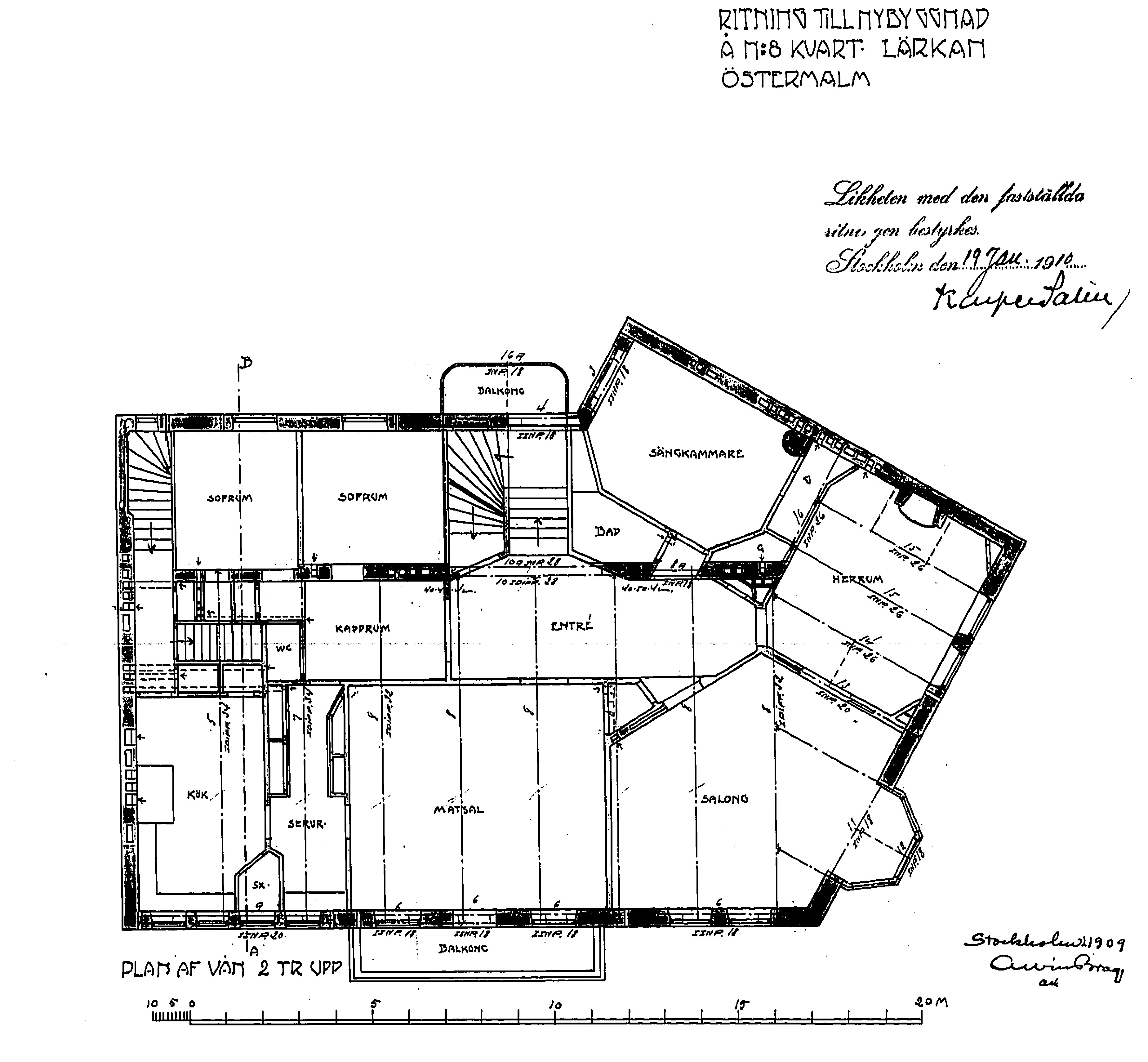
Våning 2 trappor.
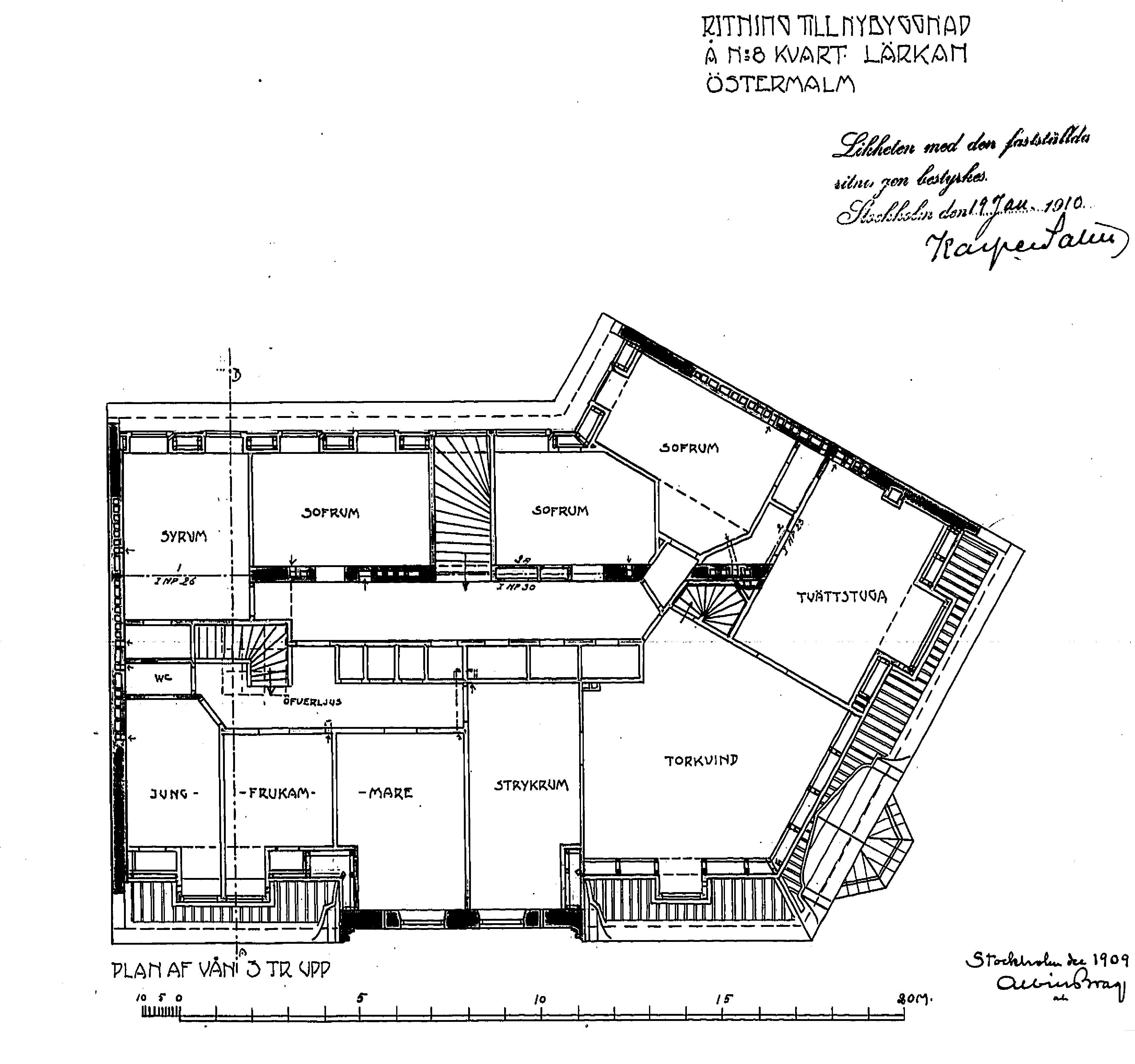
Våning 3 trappor.
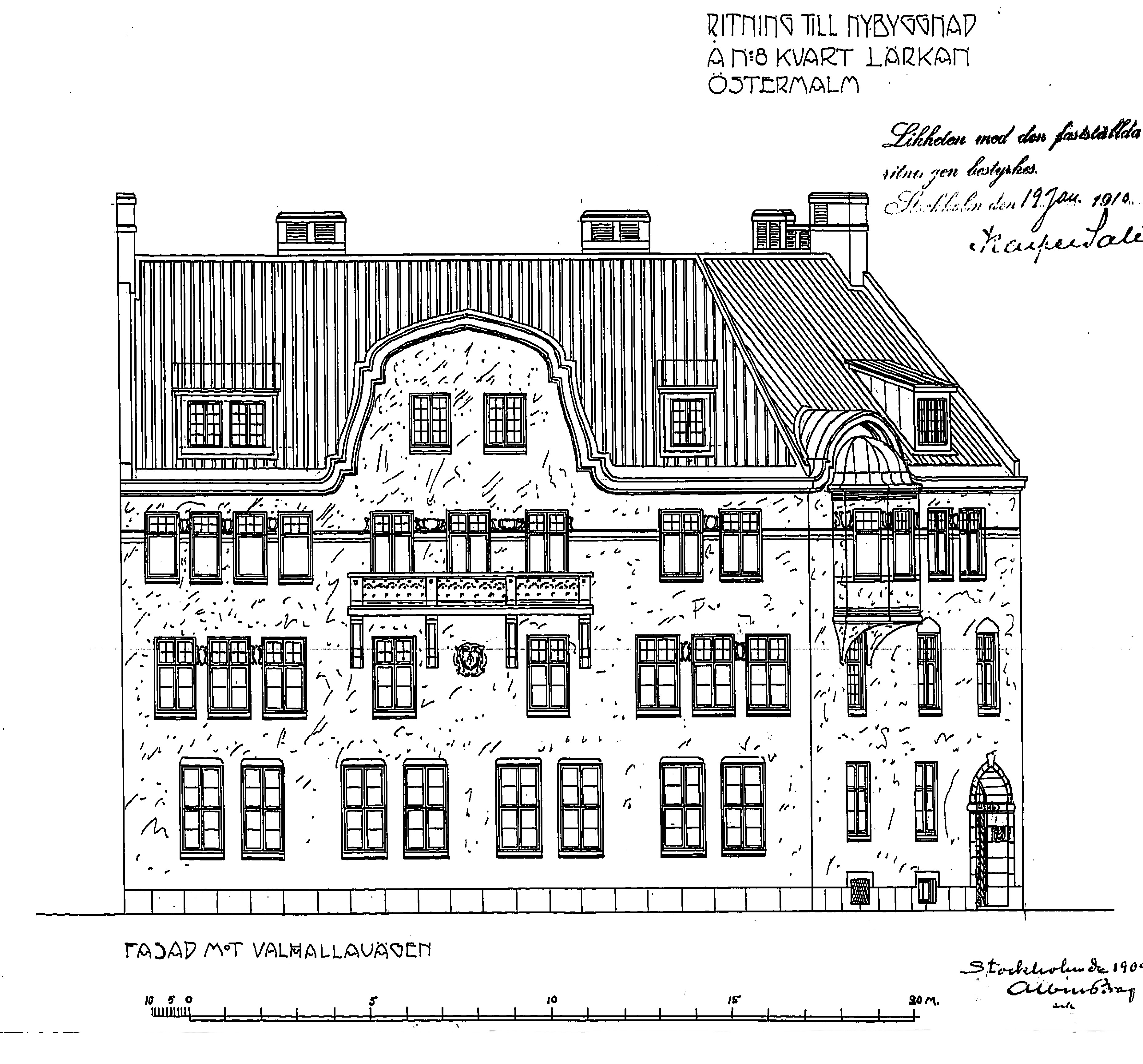
Fasad mot Valhallavägen.

## Nya ägare och ändringar
Arvedson bodde och drev sin verksamhet i fastigheten fram till sin död 1937. Året därpå, under en ny ägare, byggdes gymnastikinstitutets lokaler om. I den höga gymnastiksalen drogs ett nytt träbjälklag in. Den undre delen blev lagerlokal med egen entré och ny fönsterrad mot Valhallavägen och den övre delen (i höjd med bottenvåningen) blev till en lägenhet om fem rum och kök. Våning en trappa förvandlades till en tandklinik. För ritningarna svarade arkitekt Johan Fagerström. 
År 1946 ritade arkitekt Björn Hedvall ett nytt ombyggnadsförslag med ett betongbjälklag istället för träbjälklag i före detta gymnastiksalen. Det är oklart om Fagerströms förslag från 1937 utfördes helt. I bottenvåningen fanns nu en lägenhet om fyra rum och kök samt en etta med kokvrå och i källarplanet inreddes kontorslokaler. Därefter följde ytterligare ombyggnader och moderniseringar. 2004 byggdes bottenvåningen om för Stockholms Ögonklinik. Idag (2022) rymmer huset bland annat bostäder (med ingång från Odengatan 1) och ögonkliniken Capio Ögon (med ingång från Valhallavägen 58).
Fastigheten ägs av ett företag som hyr ut byggnadens lokaler och lägenheter.

### Nutida bilder

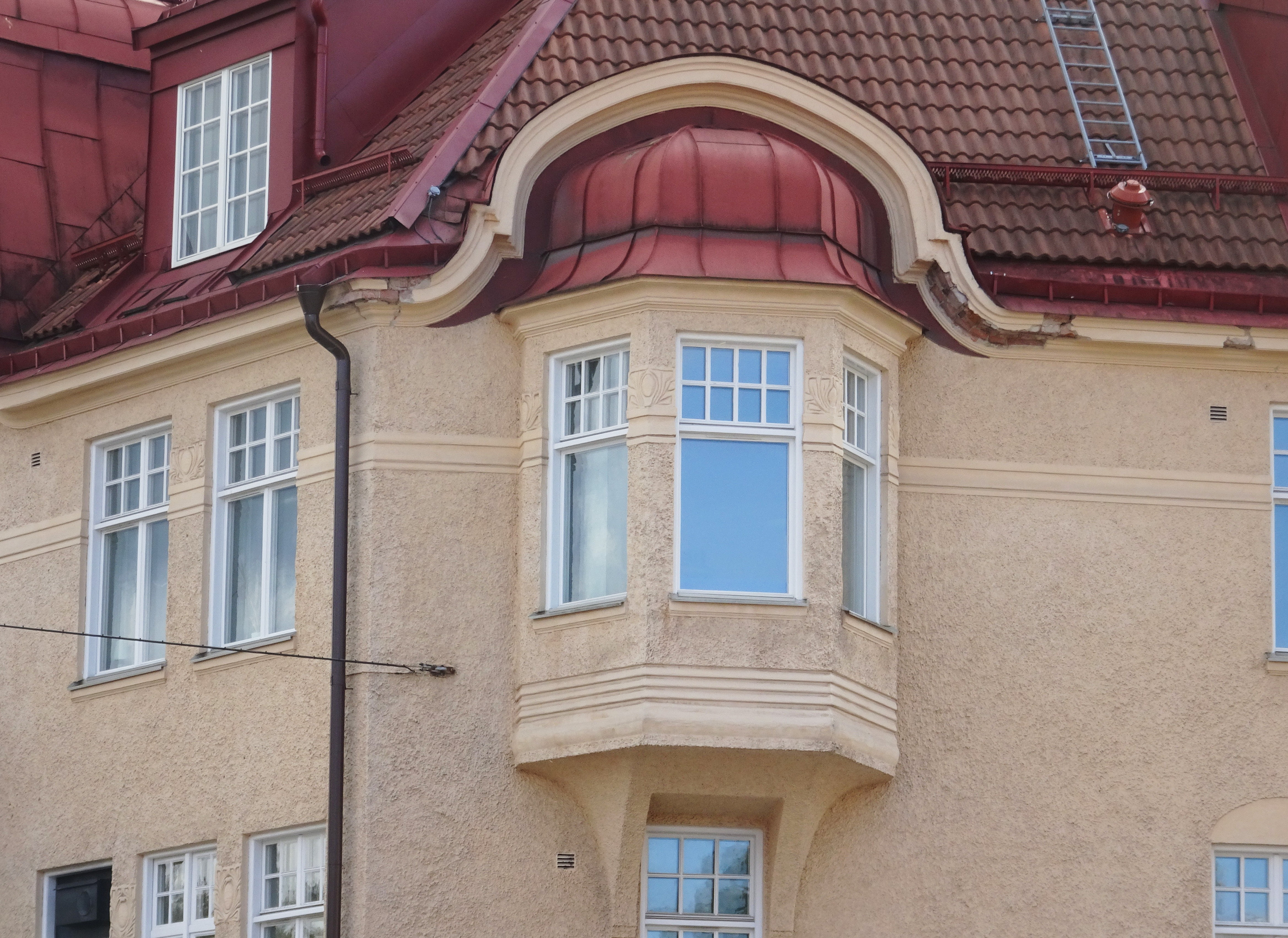
Burspråk mot Odengatan.
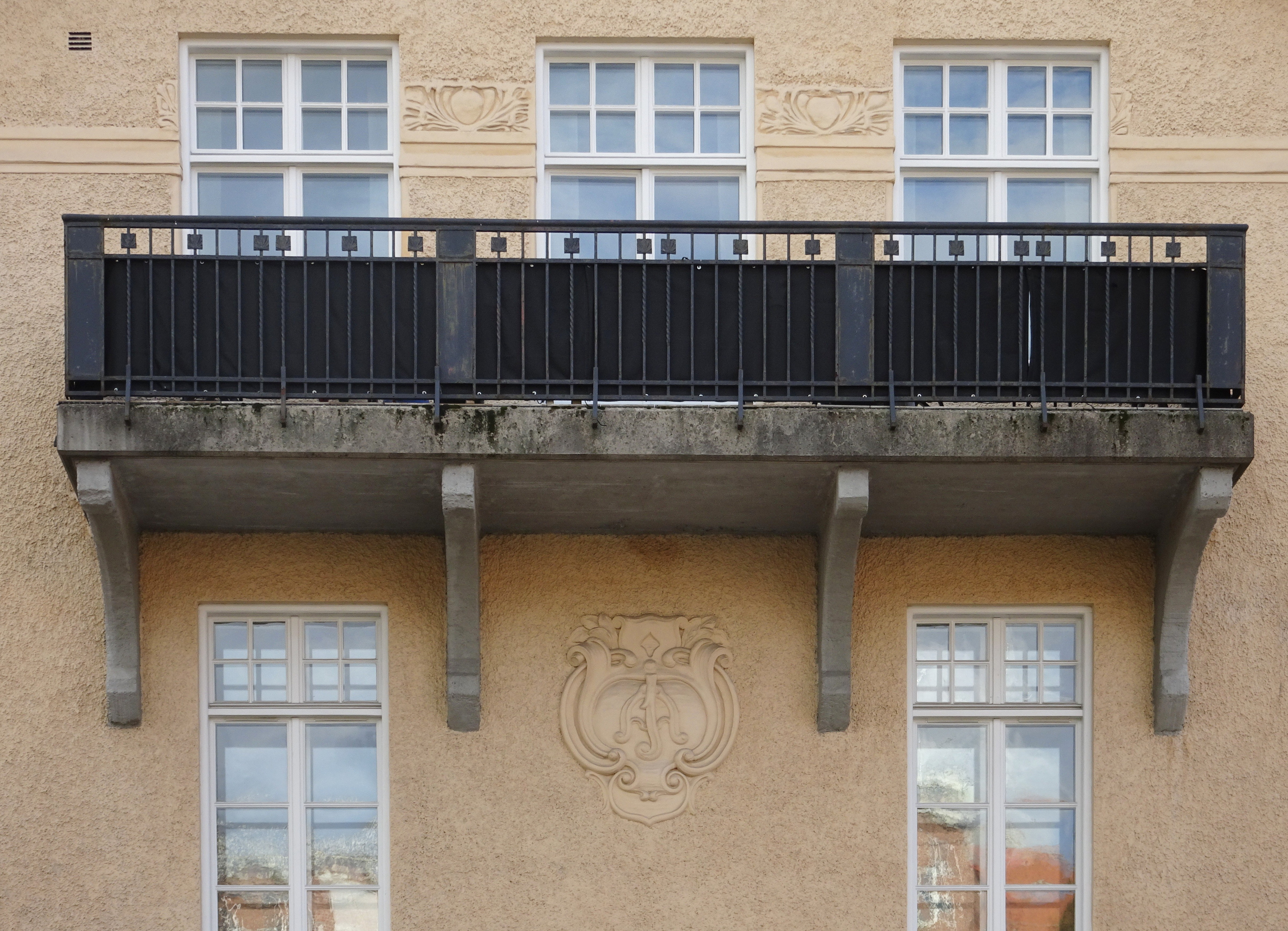
Balkong mot Valhallavägen.
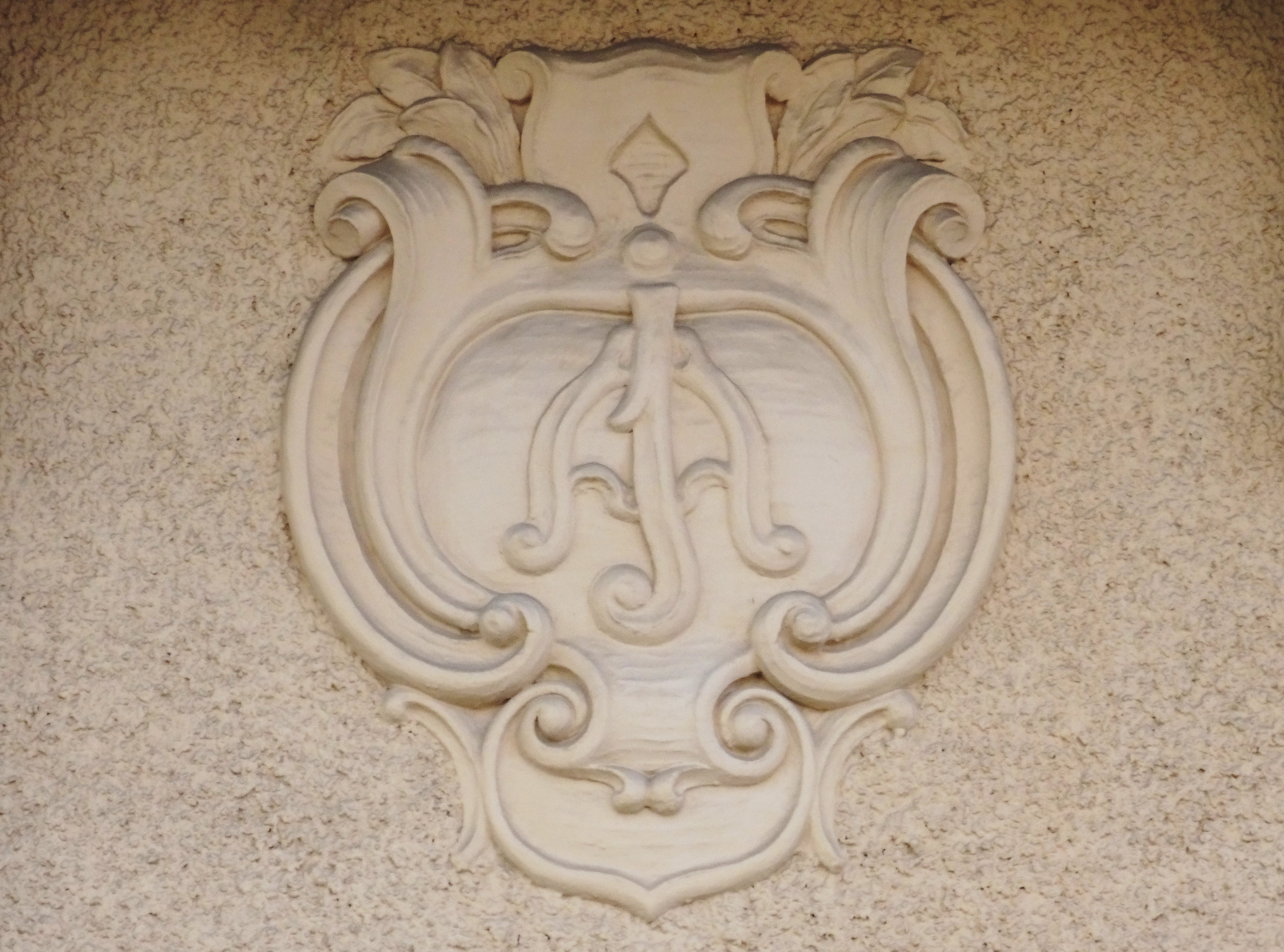
Arvedsons initialer "J A" under balkongen.
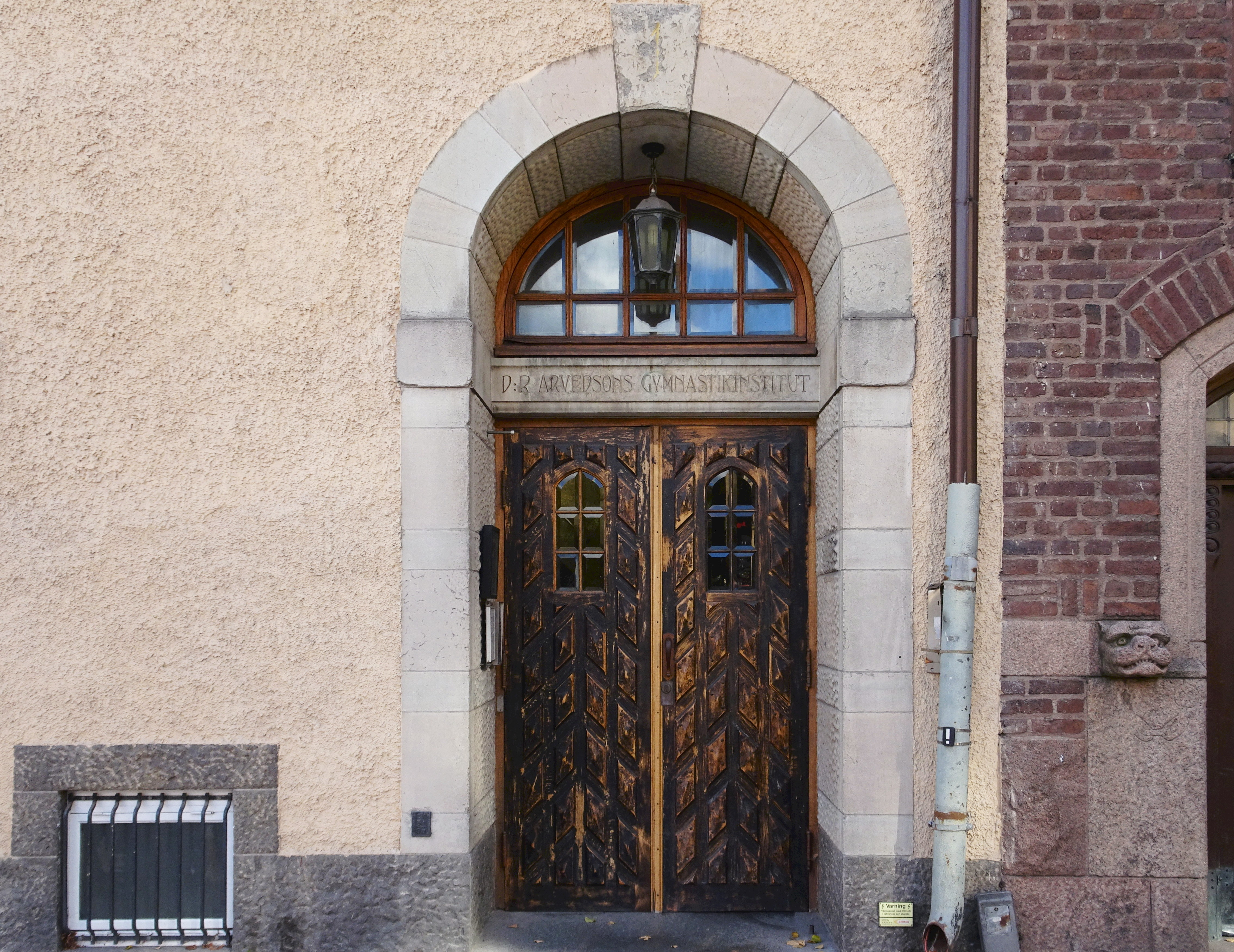
Huvudentrén från Odengatan 1.
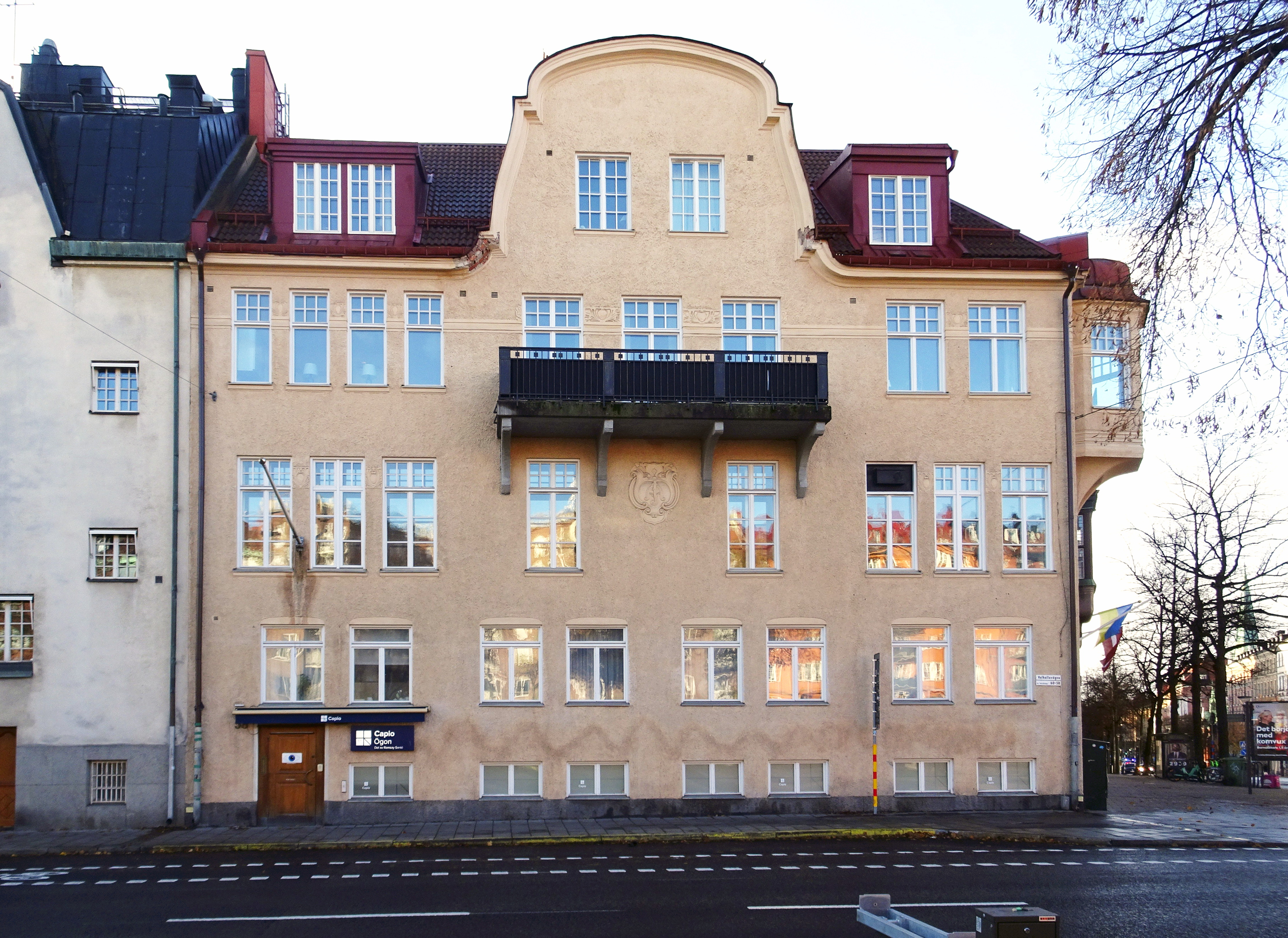
Fasad mot Valhallavägen.

### Noter

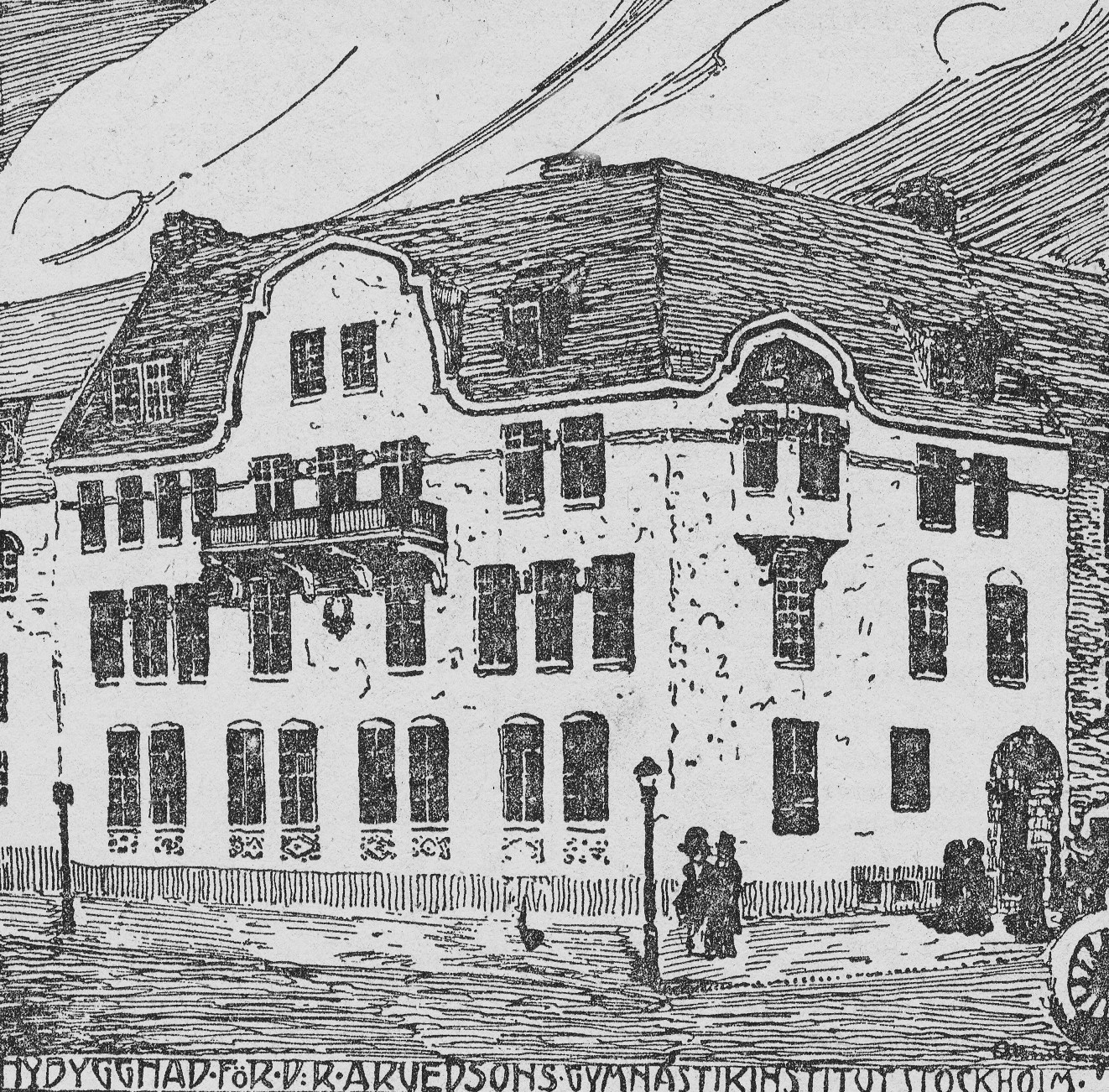
"Nybyggnad för Arvedsons Gymnastikinstitut Stockholm", Albin Brags illustration från mars 1910.